# Kanton Toulouse-8
Toulouse-8 is een kanton van het Franse departement Haute-Garonne. Het kanton maakt deel uit van het arrondissement Toulouse.

## Gemeenten
Het kanton Toulouse-8 omvatte tot 2014 de volgende gemeenten:
- Balma
- Beaupuy
- Drémil-Lafage
- Flourens
- Mondouzil
- Mons
- Montrabé
- Pin-Balma
- Quint-Fonsegrives
- Toulouse (deels, hoofdplaats)

Het kanton omvatte de volgende delen van de stad Toulouse:
- Bonhoure
- Cité de l'Hers
- Côte Pavée
- Guilhemery
- Montplaisir
- Moscou

Na de herindeling van de kantons door het decreet van 13 februari 2014, met uitwerking op 22 maart 2015, omvat het kanton:
- de gemeente Launaguet
- een noordelijk deel van de stad Toulouse